# Userkaf
Userkaf – pierwszy władca starożytnego Egiptu z V dynastii.

## Lata panowania
- 2504-2496 p.n.e.[1]
- 2500-2490 p.n.e.[2]
- 2465-2458 p.n.e.[3]

## Pochodzenie i rodzina
Nie mamy całkowitej pewności co do pochodzenia tego władcy. Istnieją różne teorie:
- Był synem Chentkaus I i nieznanego ojca, oraz starszym bratem Sahure i Neferirkare I (Altenmuller, Helck, Stadelmann, Goedicke)
- Był synem córki Dżedefre, Neferhetepes (Vandier, Kozloff, Grimal, Vercoutter) i nieznanego mężczyzny, prawdopodobnie wielkiego kapłana w Heliopolis (Kwiatkowski) lub też kapłana Re z Sachebu koło Memfis (Schneider; zgodnie z Papirusem Westcar), ewentualnie z Elefantyny (Kwiatkowski, za Manetonem).

Niektórzy (Kozloff) przypuszczają, że główną żoną Userkafa była Bunefer, córka Szepseskafa. 

## Działalność
Według Kanonu Turyńskiego panował 7 lat, Maneton przyznaje mu 28 lat panowania, co wydaje się znacznie zawyżone. Niewykluczone, że nowy władca został wyniesiony na tron w wyniku buntu ludności przymuszanej do pracy przy budowie piramid, a objęcie przez niego władzy wiązało się z poparciem udzielonym mu przez kapłanów z Heliopolis, w wyniku czego ich władza religijna i polityczna znacznie wzrosła. Userkaf odsunął także od władzy dwóch małoletnich przyrodnich braci: Sahure i Neferirkare.
Zachowały się informacje o działalności budowlanej Userkafa. Zbudował pierwszą świątynię solarną w Abusir w piątym lub szóstym roku swego panowania. Oprócz świątyń w pobliżu stołecznego Memfis budował lub rozbudowywał świątynie w Górnym Egipcie, jak np. świątynię Montu w Tod. 
Za jego rządów miały miejsce kontakty Egiptu ze światem egejskim. Dowodzą tego naczynia z jego świątyni grobowej znaleziono na Cyterze, będące pierwszym znanym świadectwem kontaktów egipsko-egejskich, najprawdopodobniej o naturze handlowej. Jego imię odkryto też w Nubii na odciskach pieczęci.
Panowanie jego przyniosło znaczne zmiany teologiczne. Sam władca był gorliwym wyznawcą boga słońca Re. Bardziej niż do budowy swojej piramidy przykładał się do budowy świątyń, czczących imię Re. On i jego następcy uznawali się jedynie za synów boga Re, nie zaś za samego boga. Prowadziło to zmian w administracji, w tym przekazywaniem urzędów, które do tej pory były zarezerwowane dla członków rodziny panującej, urzędnikom spoza kręgu rodziny władcy.

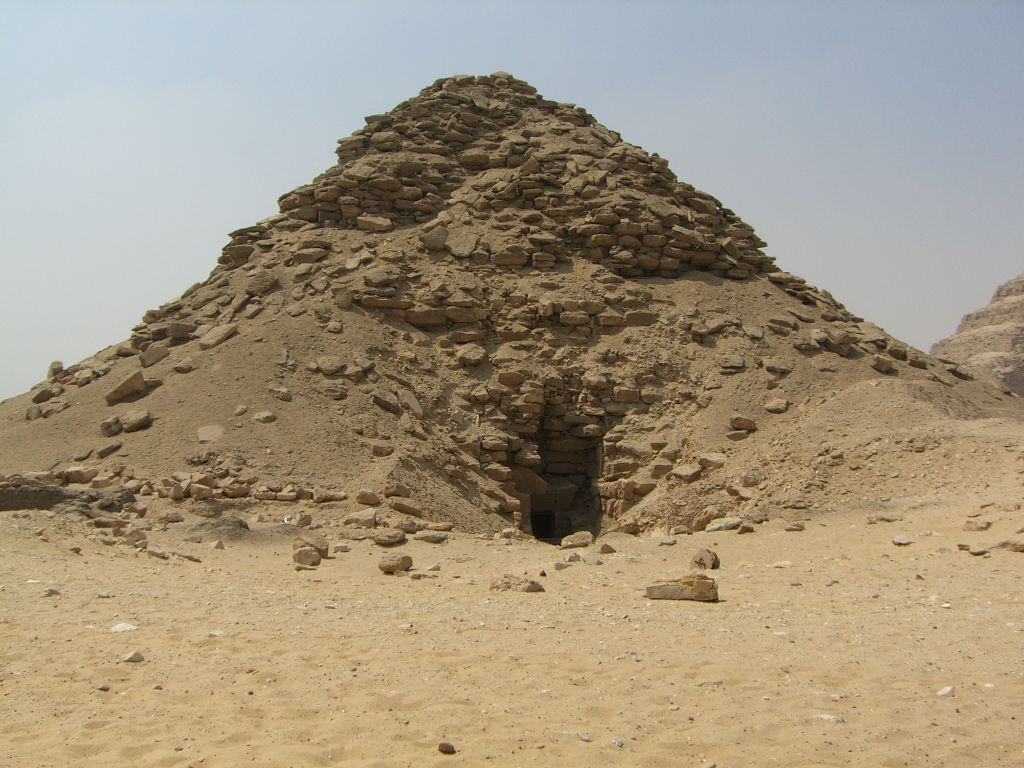
Pozostałości piramidy Userkafa

Userkaf pochowany został w Sakkarze. Jego piramida znajduje się w północnej części nekropoli. Jego kult grobowy poświadczony jest do końca V dynastii.

## Tytulatura
| G5 |

| G5 |

| D4 | U1 | Aa11 · X1 |

| D4 | U1 | Aa11 · X1 |

| D4 | U1 | Aa11 · X1 |

| D4 | U1 | Aa11 · X1 |

| G5 |

| G5 |

| D4 | U1 | Aa11 · X1 |

| D4 | U1 | Aa11 · X1 |

| D4 | U1 | Aa11 · X1 |

| D4 | U1 | Aa11 · X1 |

| G16 |

| G16 |

| D4 | U1 | Aa11 · X1 |

| D4 | U1 | Aa11 · X1 |

| D4 | U1 | Aa11 · X1 |

| D4 | U1 | Aa11 · X1 |

| G16 |

| G16 |

| D4 | U1 | Aa11 · X1 |

| D4 | U1 | Aa11 · X1 |

| D4 | U1 | Aa11 · X1 |

| D4 | U1 | Aa11 · X1 |

| M23 · X1 | L2 · X1 |

| M23 · X1 | L2 · X1 |

| F12 | S29 | D28 · I9 |

| F12 | S29 | D28 · I9 |

| F12 | S29 | D28 · I9 |

| F12 | S29 | D28 · I9 |

| M23 · X1 | L2 · X1 |

| M23 · X1 | L2 · X1 |

| F12 | S29 | D28 · I9 |

| F12 | S29 | D28 · I9 |

| F12 | S29 | D28 · I9 |

| F12 | S29 | D28 · I9 |